# Symphyllocarpus
Symphyllocarpus là một chi thực vật có hoa trong họ Cúc (Asteraceae).

## Loài
Chi Symphyllocarpus gồm các loài: